# Sébastien Bourdais
Pour les articles homonymes, voir Bourdais.
Sébastien Bourdais, né le 28 février 1979 au Mans, est un pilote automobile français. Après avoir remporté à quatre reprises le championnat américain de Champ Car avec l'équipe Newman/Haas Racing, il a évolué en 2008 et 2009 dans le championnat du monde de Formule 1 au sein de la Scuderia Toro Rosso.
Après deux années où il court en Superleague Formula, il poursuit en 2011 sa collaboration avec Peugeot Sport en ILMC sur Peugeot 908 et il retourne aux États-Unis disputer les dix courses sur circuits routiers et urbains pour Dale Coyne Racing en IndyCar Series. 
En 2012 et 2013, Sébastien Bourdais dispute l'intégralité de la saison IndyCar Series avec Dragon Racing. De 2014 à 2016 il court pour KV Racing Technology avant de revenir chez Dale Coyne Racing. 
En 2020 après son remplacement chez Dale Coyne Racing il rejoint A. J. Foyt Enterprises pour trois courses à cause de la modification du calendrier due à la pandémie de Covid-19. En parallèle il signe pour un programme complet en IMSA chez JDC Miller Motorsports.

## Biographie

### Les débuts
Né au Mans à la clinique du Tertre Rouge (située à côté du célèbre virage du Tertre Rouge du circuit des 24 Heures), habitant longtemps la commune de Laigné-en-Belin près du Mans (tout près du circuit), il plonge dans le monde automobile très jeune par l'intermédiaire de son père Patrick qui participa à sept éditions des 24 Heures du Mans entre 1993 et 2005. Il commence par faire du karting, discipline dans laquelle il obtient ses premiers titres : champion de ligue Maine-Bretagne en 1991, 4e du championnat de France cadets la même année, champion de ligue cadets en 1993.
Il passe alors en monoplace, où ses débuts sont prometteurs et laissent entrevoir un fort potentiel. Vice-champion de Formule Renault en 1997, Sébastien réalise quelques belles performances mais est victime de malchance dans les trois dernières courses, ce qui lui coûte le titre. Après une première année pour apprendre, en 1998, il devient champion de France de Formule 3 en 1999, avant d'être sacré en Formule 3000 pour sa troisième saison dans la discipline en 2002, après une disqualification de son concurrent Tomáš Enge pour usage de substances illicites. Il se fait aussi remarquer aux 24 Heures du Mans avec l'équipe Pescarolo Sport.

### Le Champ Car

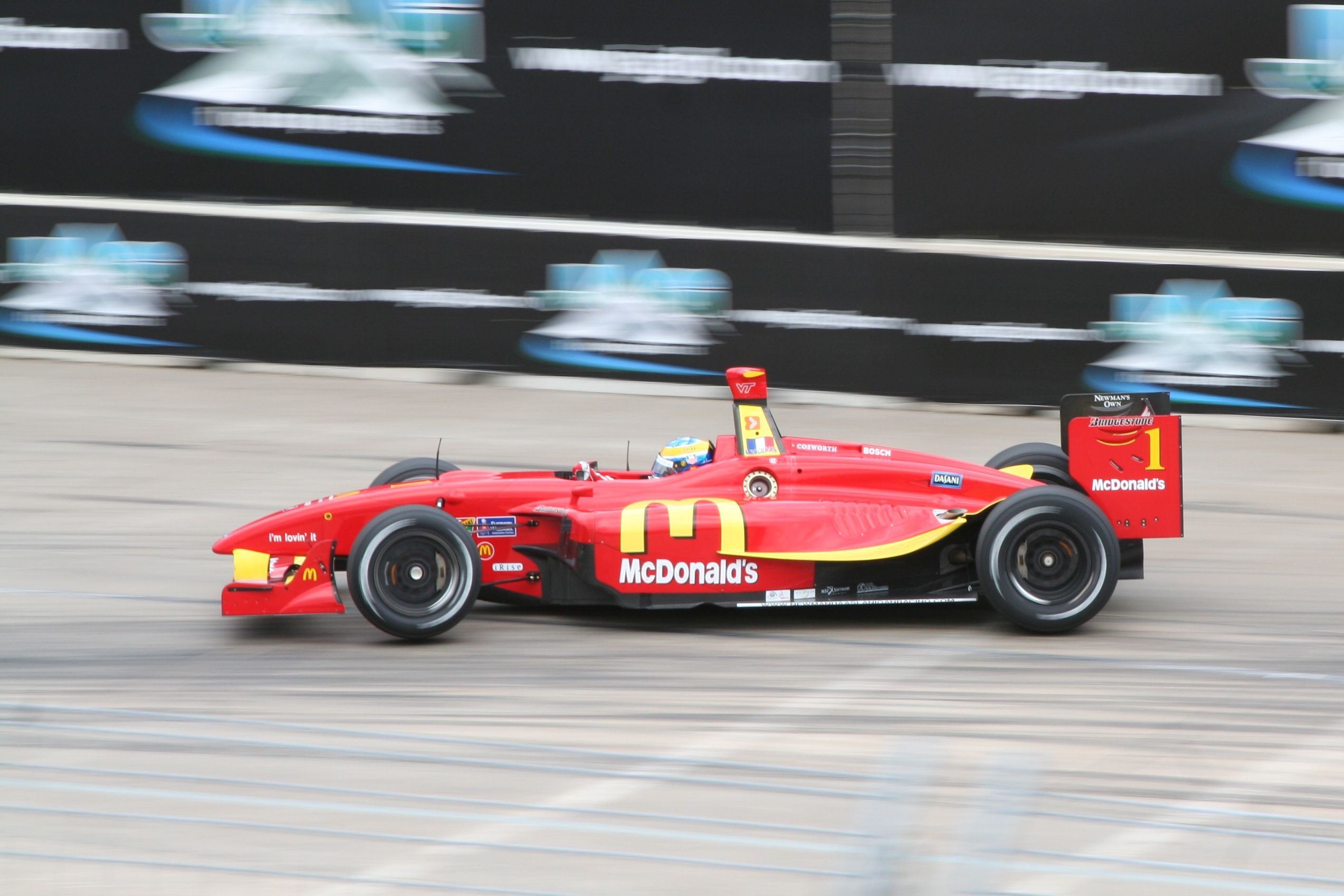
Sébastien Bourdais lors de l'épreuve Champ Car de Houston en 2007.

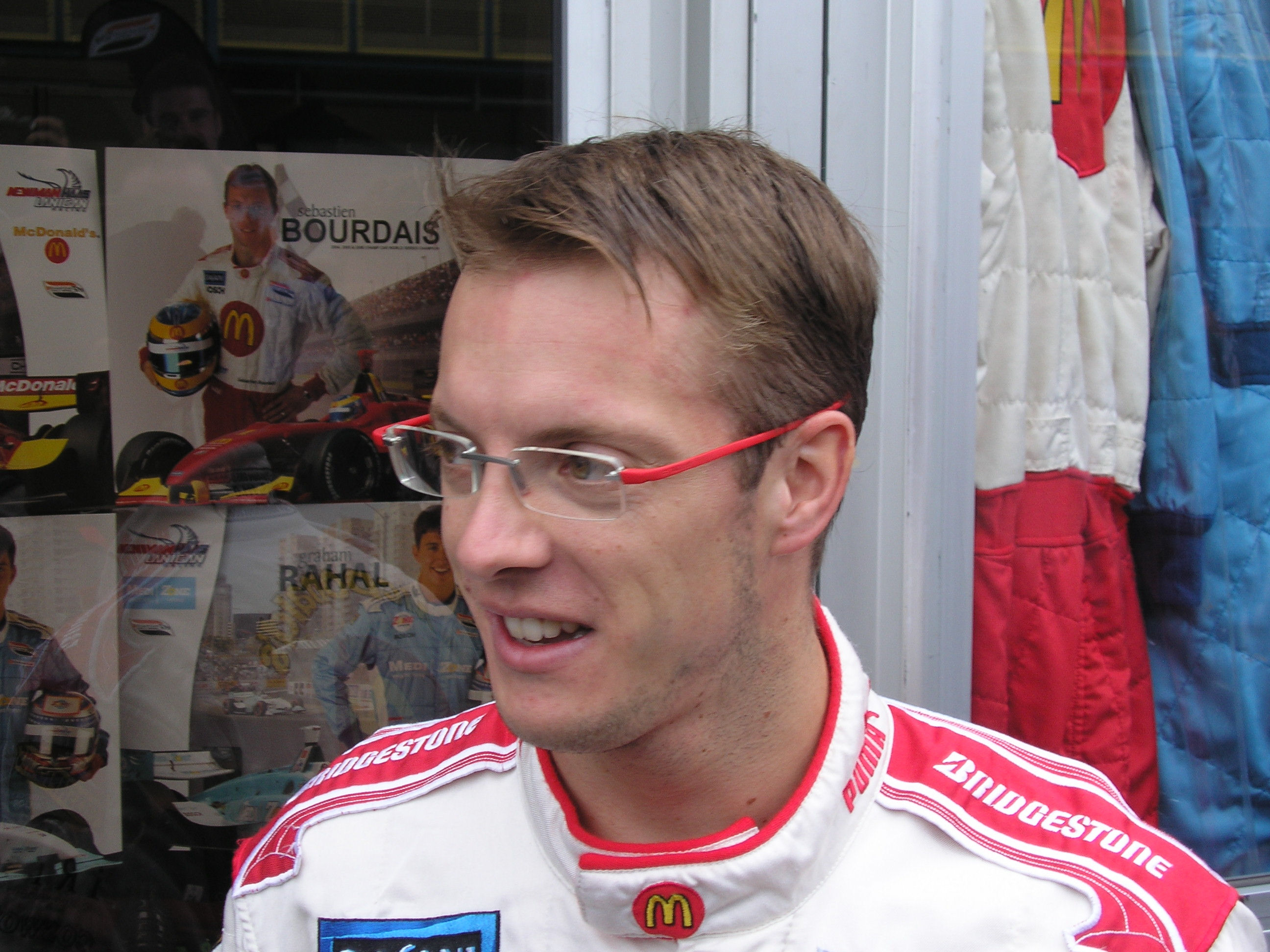
Sébastien Bourdais en 2007.

Aux portes de la Formule 1, il est sur le point de s'engager avec l'écurie Arrows durant l'été 2002 mais celle-ci perd son droit d'entrée au championnat 2003,. En fin d'année, il brigue un poste de pilote essayeur chez Renault F1 Team mais l'écurie française lui préfère finalement son compatriote Franck Montagny. Après avoir un temps songé à s'engager en DTM avec Opel, il tente sa chance aux États-Unis où un test convaincant sur le tracé de Sebring lui permet d'être recruté par la puissante écurie de Champ Car Newman/Haas Racing (codirigée par Carl Haas et le célèbre acteur Paul Newman).
Les débuts de Bourdais dans ce championnat sont remarquables : qualifié en pole position pour sa première course, il égale la performance réalisée en 1993 par Nigel Mansell. Particulièrement performant, Bourdais empoche trois victoires au cours de sa première saison mais, trop irrégulier, n'est pas en mesure de se battre pour le titre. Il remporte toutefois le titre honorifique de meilleur débutant de l'année (Rookie Of The Year 2003) en terminant quatrième du championnat.
En 2004, 2005, 2006 et 2007, il domine le championnat et décroche quatre titres consécutifs de champion, un record dans les championnats américains de monoplaces, battant le record de trois titres consécutifs de Ted Horn (1946-1948) dans le championnat AAA de l'époque. Durant ces quatre saisons, l'emprise du Français est réelle, et il finit à chaque fois la saison avec plusieurs dizaines de points d'avance sur ses plus sérieux rivaux, parmi lesquels Paul Tracy, Bruno Junqueira, Justin Wilson, A. J. Allmendinger ou Robert Doornbos.
Bourdais participe en 2005 aux 500 Miles d'Indianapolis (épreuve du championnat concurrent IndyCar Series) mais abandonne sur touchette à deux tours de l'arrivée alors qu'il occupait la cinquième place, obtenant une douzième place au classement. Sébastien Bourdais remporte les quatre dernières éditions (2004, 2005, 2006, 2007) de la Coupe Vanderbilt, manche du championnat Champ Car et plus ancienne compétition automobile américaine.
La trajectoire quasi parfaite de Bourdais en Champ Car est néanmoins ponctuée par quelques accrocs avec certains pilotes, notamment Paul Tracy en 2006 et Robert Doornbos en 2007. Le Français ayant un certain franc-parler, n'hésite pas à critiquer ouvertement l'attitude peu sportive des deux hommes dans chaque cas.
Enfin, il est le seul Français à s'être imposé dans une manche IROC, une compétition américaine qui regroupe la plupart des champions automobiles de l'année passée (Nascar, Champ Car, IRL...) et qui s'affrontent sur des voitures identiques lors de certaines courses Nascar.

### Endurance

#### 24 Heures du Mans
Sébastien Bourdais fait ses débuts aux 24 Heures du Mans en 1999 sur une Porsche 911 GT2 de l'équipe Larbre Compétition. L'équipage est contraint à l'abandon sur problème moteur. Il obtient son premier grand résultat dans l'épreuve en 2000 en terminant quatrième sur la Courage-Peugeot de l'équipe Pescarolo Sport.
Le calendrier 2007 du Champ Car lui permet de faire son retour aux 24 Heures du Mans, où il est engagé au volant de la Peugeot 908 no 8 qu'il partage avec Stéphane Sarrazin et Pedro Lamy. Il termine à la seconde place derrière l'Audi R10 TDI no 1. Son arrivée déchaîne les passions et c'est une véritable ovation qui est faite pour l'« enfant du pays », alors qu'il stoppe sa Peugeot juste devant la grande tribune. Malgré une envie manifeste d'être de retour en 2008 pour jouer la victoire, il ne pourra y participer cette année, sa priorité étant la F1.

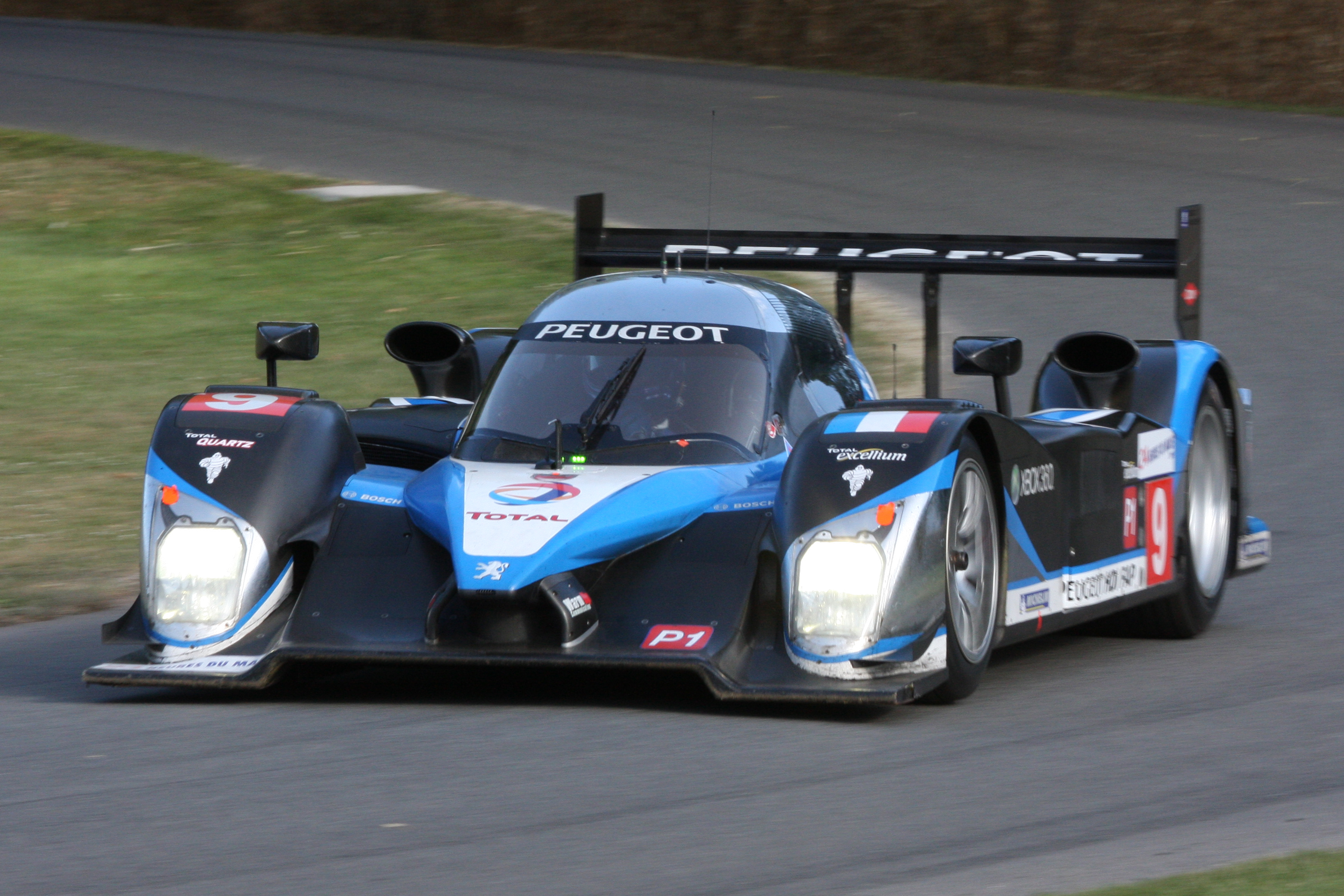
Sébastien Bourdais sur la Peugeot 908, lors des 24 Heures du Mans 2009.

En 2009, Sébastien Bourdais court en Endurance aux 12 Heures de Sebring et aux 24 Heures du Mans avec Peugeot, Frank Montagny et Stéphane Sarrazin étant ses équipiers. Ils terminent deuxièmes des 24 Heures du Mans avec un tour de retard sur la Peugeot no 9 des vainqueurs. Un grand sentiment de déception envahit le Français, car il avait mené une bonne partie de la course avec Frank Montagny et Stéphane Sarrazin, avant de casser une pièce de la suspension arrière, puis un peu plus tard, de percuter une Porsche à Mulsanne et d'endommager la partie avant. Il aura passé environ 30 minutes dans les stands, à intervalles différents, pour réparer les dégâts commis sur la voiture.
En 2010, Sébastien dispute les 24 Heures du Mans sur la Peugeot 908 no 3, avec Simon Pagenaud et Pedro Lamy. Sébastien signe la pole mais un problème de coque contraint l'équipage à l'abandon après moins de trois heures de course, sans que Sébastien ait pu prendre le volant. En 2011, le même équipage termine en seconde position, à treize secondes du vainqueur.
En 2012, à la suite du retrait de Peugeot en endurance, Bourdais trouve refuge chez Pescarolo Team, écurie qu'il a déjà fréquentée par le passé. Il y retrouve son ancien équipier de chez Peugeot Sport, Nicolas Minassian et le vainqueur de l'édition 2004, Seiji Ara. L'équipage pilote une Dome S102.5 motorisée par Judd. Ils terminent non classés en bouclant le dernier tour afin de remercier l'écurie pour le travail accompli.
En 2016, il court pour Ford-Chip Ganassi Team USA sur une Ford GT GTE Ecoboost, avec Joey Hand et Dirk Müller. Ils remportent la victoire de la catégorie LMGTE Pro.

#### 12 Heures de Sebring
Sébastien Bourdais remporte les 12 Heures de Sebring 2006 en catégorie GT2 avec l'écurie Multimatic Motorsports Team Panoz aux côtés de David Brabham et Scott Maxwell. Lors des 12 Heures de Sebring 2009, la Peugeot de Bourdais, Franck Montagny et Stéphane Sarrazin, partie des stands à la suite d'un problème hydraulique, prend la tête dès la troisième heure. À la mi-course la voiture subit une crevaison lente qui permet à Audi de remporter l'épreuve. En 2010, il termine second de l'épreuve derrière l'autre Peugeot engagée. Sebastien Bourdais est le détenteur du record du tour à Sebring avec une Peugeot 908 avec un temps de 1 min 43 s 274.
En 2015, il remporte les 12 Heures de Sebring avec Christian Fittipaldi et João Barbosa. Cette course est inscrite à l'United SportsCar Championship.
En 2021, il remporte les 12 Heures de Sebring avec Loïc Duval et Tristan Vautier pour l'écurie américaine JDC-Mustang Sampling Racing. Cette course est inscrite au WeatherTech SportsCar Championship.

#### Rolex Sports Car Series, Tudor United SporstsCar Championship
Après une première pige au sein du Starworks Motorsport lors des 6 Heures de Watkins Glen, Sébastien Bourdais remporte l'épreuve d'Indianapolis en juillet 2012 et permet ainsi à Alex Popow et au Starworks Motorsport de remporter le premier North American Endurance Championship en 2012,
Pour la saison 2014, il est engagé par l'écurie Action Express Racing pour disputer les courses les plus longues de l'United SportsCar Championship au volant d'un prototype Coyote Corvette DP avec João Barbosa et Christian Fittipaldi qui disputent l'intégralité du championnat. Il commence la saison en remportant les 24 Heures de Daytona. Il termine troisièmes aux 12 Heures de Sebring et deuxième au Petit Le Mans.
En 2015, Il poursuit sa collaboration, termine deuxième aux 24 Heures de Daytona et remporte les 12 Heures de Sebring.
En 2016, il rejoint Ford Chip Ganassi racing pour piloter la Ford GT (GTE) en IMSA WeatherTech SportsCar.
En 2020, il signe chez JDC Miller motorsport pour un programme complet en IMSA WeatherTech SportsCar  sur la  Cadillac DPi-V.R #5 Mustang Sampling. João Barbosa et Sébastien Bourdais se partageront le volant quand Loïc Duval renforcera l’équipage lors des courses de la Michelin Endurance Cup.

### La Formule 1

#### Saison 2008 avec la Scuderia Toro Rosso

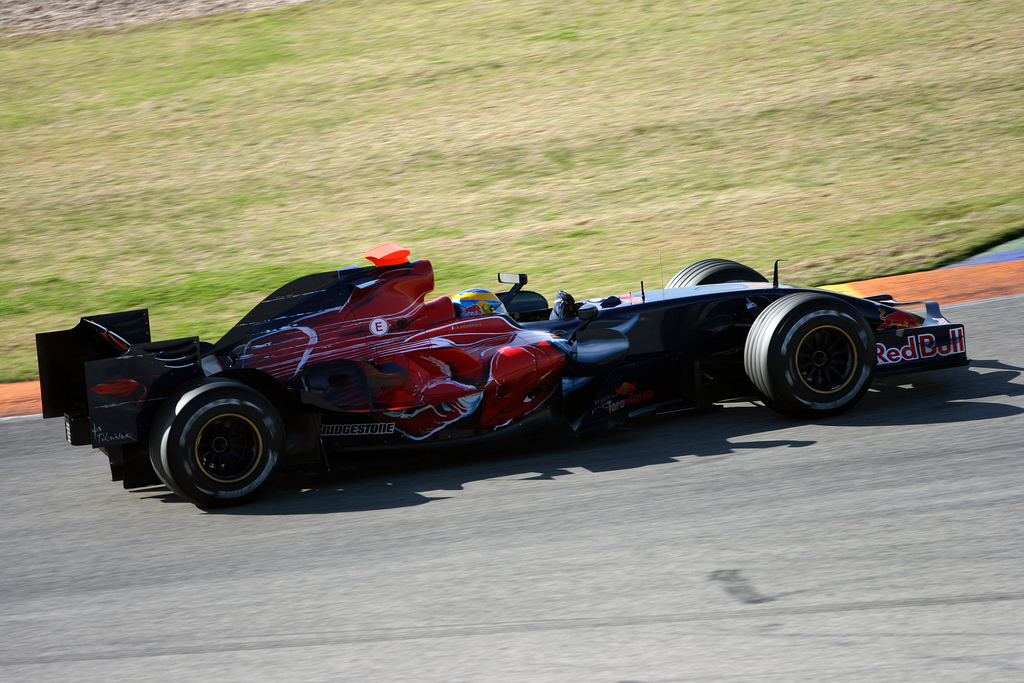
Sébastien Bourdais, lors des tests hivernaux à Valence, sur Toro Rosso, en janvier 2008

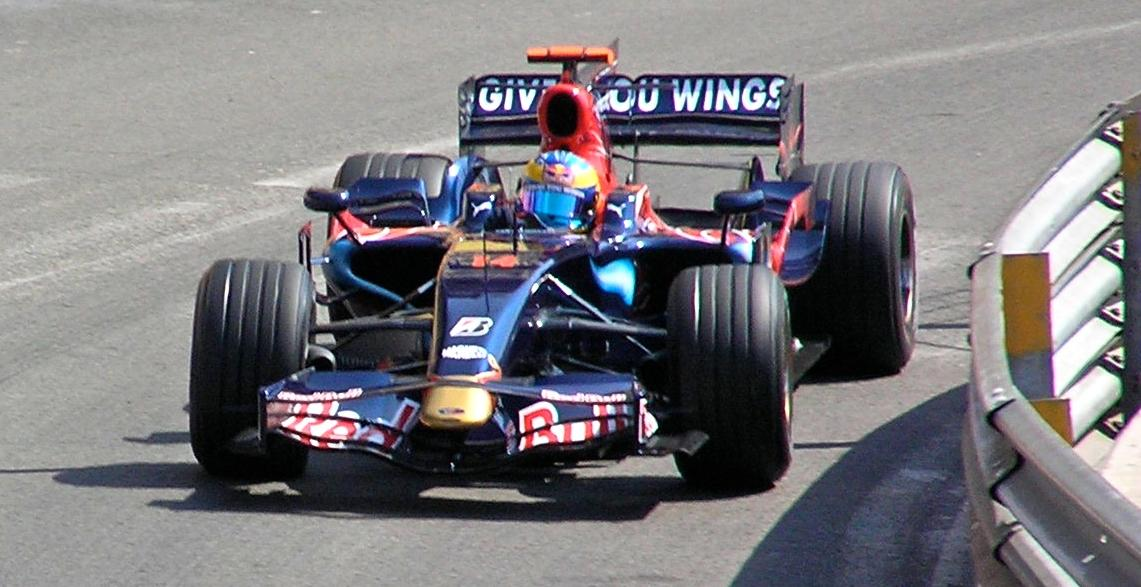
Sébastien Bourdais à Monaco

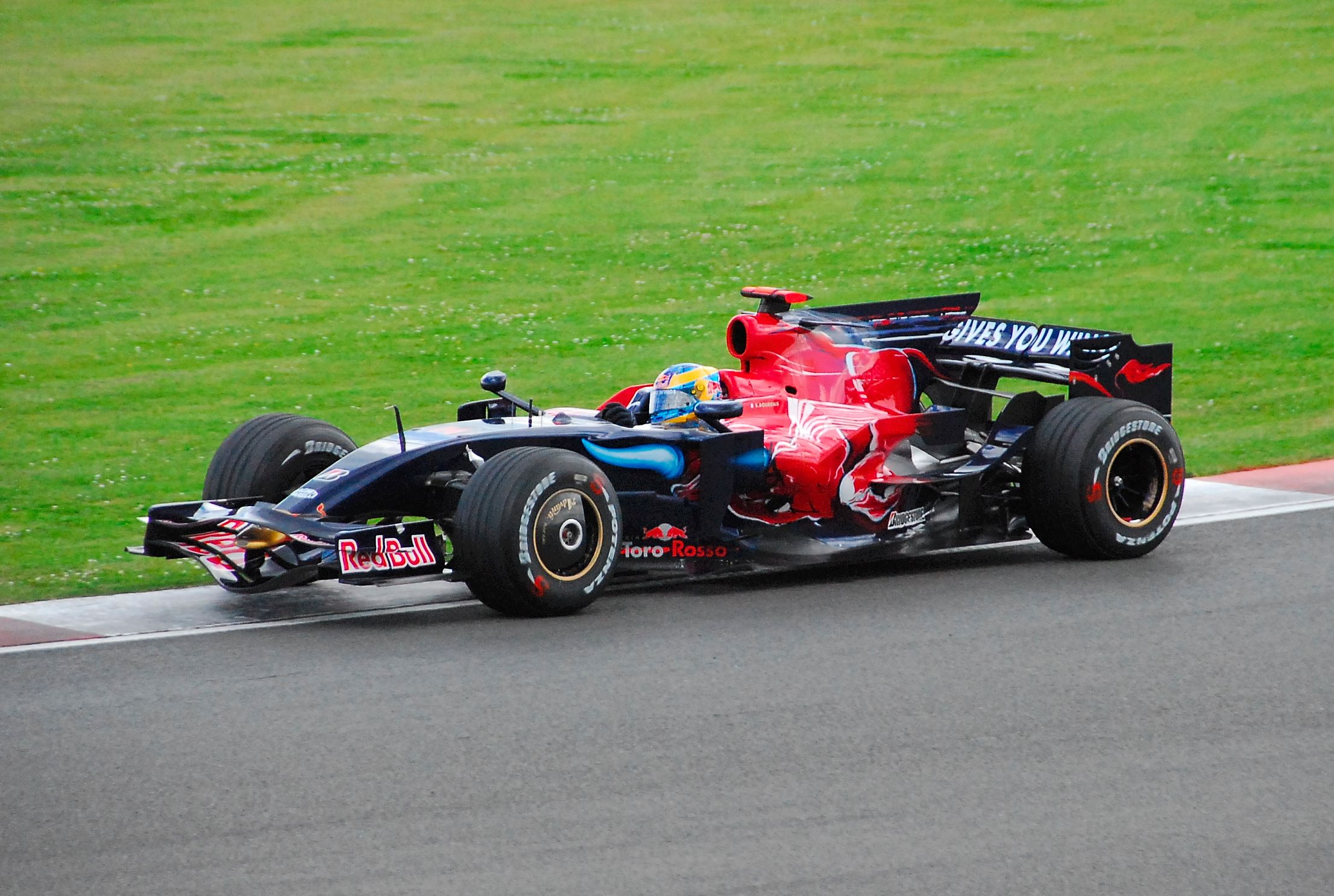
Sébastien Bourdais au GP de Grande-Bretagne

Malgré sa domination en Champ Car et alors que les médias ont souvent fait état de discussions positives avec Mario Theissen, le directeur de BMW Sauber F1 Team, les portes de la Formule 1 restent closes pour Bourdais en 2007 et il demeure chez Newman-Haas Racing. En décembre 2006, son nouveau manager Nicolas Todt lui permet d'obtenir trois jours de test avec la Scuderia Toro Rosso. Puis, en juillet 2007, il est à nouveau convié à des essais privés sur le circuit belge de Spa-Francorchamps. Ces tests s'avèrent concluants et l'écurie italo-autrichienne officialise le 10 août son engagement à compter de la saison 2008 de F1.

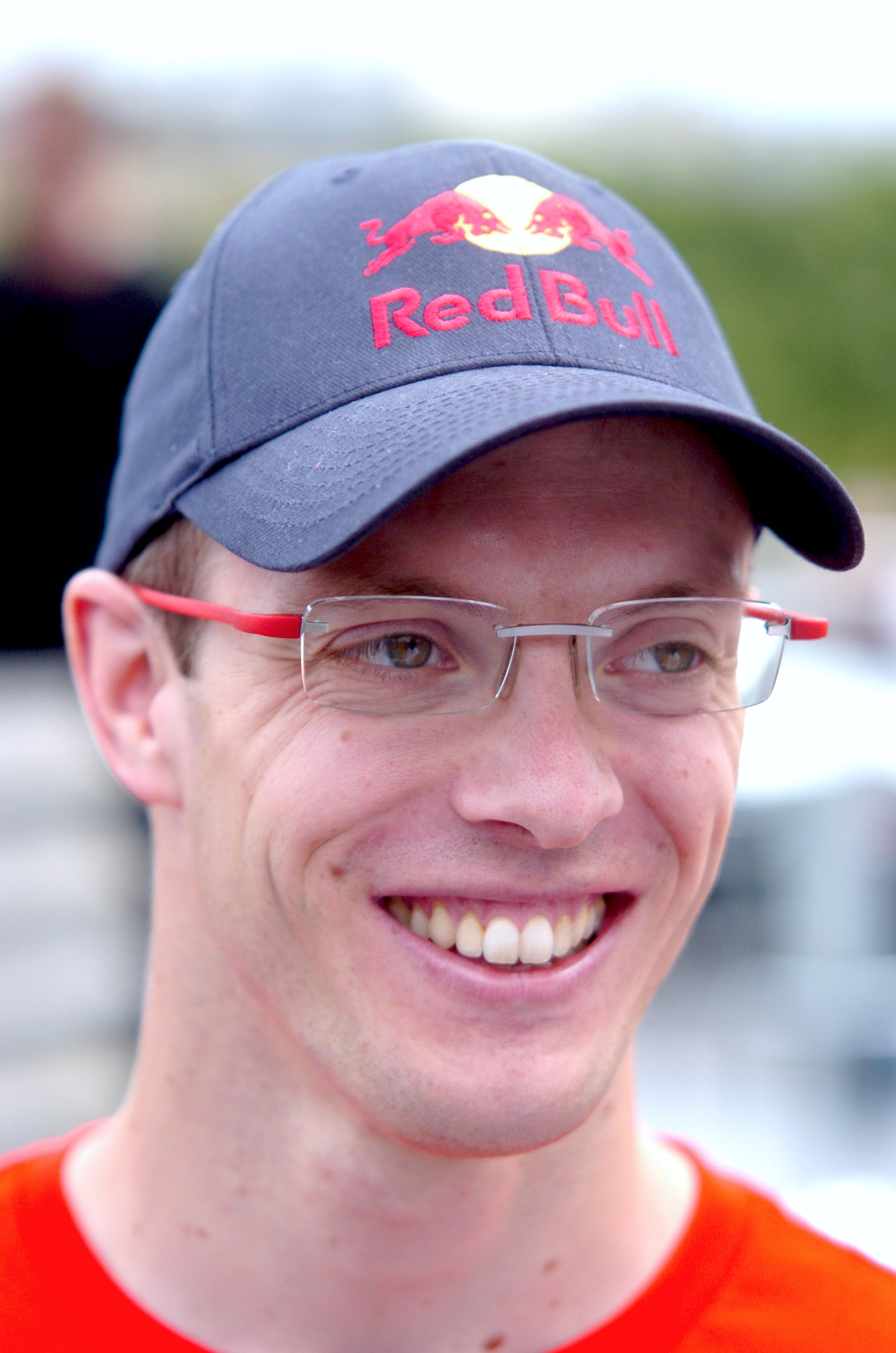
Sébastien Bourdais, le 31 août 2008 à Paris.

Lors de la première course, en Australie, il abandonne à trois tours de la fin à la suite d'une rupture moteur alors qu'il était quatrième. Il est cependant classé à la septième place au terme d'une épreuve chaotique où seulement six voitures finissent la course. Il marque donc deux points pour ses débuts. Un abandon regrettable car Sébastien avait profité des nombreux accidents et problèmes mécaniques de la course, ainsi que de la pénalité de Rubens Barrichello et s'était hissé à la quatrième place, tenant tête à Fernando Alonso (Renault) et Heikki Kovalainen (McLaren) pendant dix tours, les ayant même distancés à quelques tours de la fin. Ce dernier s'est dit quelque peu déçu, d'autant plus qu'il était parti d'une modeste dix-septième position sur la grille de départ.
En revanche, au Grand Prix suivant, en Malaisie, il abandonne dès le premier tour, victime d'une sortie de piste (voiture déventée). Au Grand Prix de Bahreïn il commence la course en quinzième place et finit la course à la même place. Au Grand Prix d'Espagne sur le circuit de Montmelo, il est seizième sur la grille de départ et fait les frais d'un accrochage avec Nelsinho Piquet au huitième tour. En Turquie, il abandonne au vingt-quatrième tour à la suite d'une rupture mécanique alors qu'il avait pris le départ à la dix-huitième position et pointait à la dix-septième place.
Au Grand Prix de Monaco, où débute la STR3, il n'atteint pas la Q2. Il finit sa course dans le rail de la courbe du Casino. Début juin, lors du Grand Prix du Canada, il finit en treizième et dernière position. Le 22 juin a lieu le Grand Prix de France où Sébastien doit se battre avec un train arrière survireur mais réussit à passer la Q1. Sa course est plus mitigée car il finit dix-septième. Au Grand Prix de Grande-Bretagne, il passe pour la quatrième fois en Q2. En course, il est handicapé par une stratégie à un arrêt mais finit tout de même onzième. En Allemagne, il passe en Q2 mais ne se qualifie qu'en quinzième position. Il termine la course à la douzième place.
En Hongrie, il se qualifie initialement en quatorzième position mais est pénalisé de cinq places sur la grille de départ pour avoir gêné Nick Heidfeld, part dix-neuvième et termine dix-huitième. Lors du Grand Prix d'Europe, sur le nouveau tracé urbain de Valence, il passe pour la première fois de sa carrière en Q3, se qualifie en dixième position et termine la course à la même place.
Au GP de Belgique, en Q1, Sébastien signe un exceptionnel meilleur temps qui le propulse en Q2 où il fait le huitième temps et en Q3 où il finit neuvième. Le lendemain, il prend un excellent départ pour se retrouver cinquième derrière Lewis Hamilton, Kimi Räikkönen, Felipe Massa et Fernando Alonso. Au dernier tour, tandis qu'il pointe à la troisième place, synonyme de podium, et que la pluie s'intensifie, il perd quatre places au profit d'Alonso et Heidfeld équipés de pneus pluie mais aussi de Vettel, Kubica, pourtant en pneus secs comme le Français. Il termine finalement septième de la course.
Lors du Grand Prix d'Italie, le pilote français effectue la meilleure séance de qualification de sa carrière, puisqu'il se qualifie en quatrième position, alors que son coéquipier Sebastian Vettel obtient la pole. Sa course du lendemain est faite complètement dans l'ombre de ce dernier, la panne de son système anti-calage lui faisant perdre un tour dès le départ. La course ayant commencé sous voiture de sécurité, il se retrouve dans le groupe du fond de grille avec un tour de retard. Malgré cela, l'écart à l'arrivée avec les premiers est sensiblement analogue. Il défait notamment son retard sur Adrian Sutil et sur Rubens Barrichello. Au Grand Prix du Japon, Sébastien Bourdais se voit retirer ses points de la sixième position, les commissaires estimant qu'il avait gêné Massa lors de sa sortie des stands.
Lors de la dernière course de la saison au Brésil, Il finit quatorzième à la suite d'une sortie de piste.

#### Saison 2009 avec la Scuderia Toro Rosso

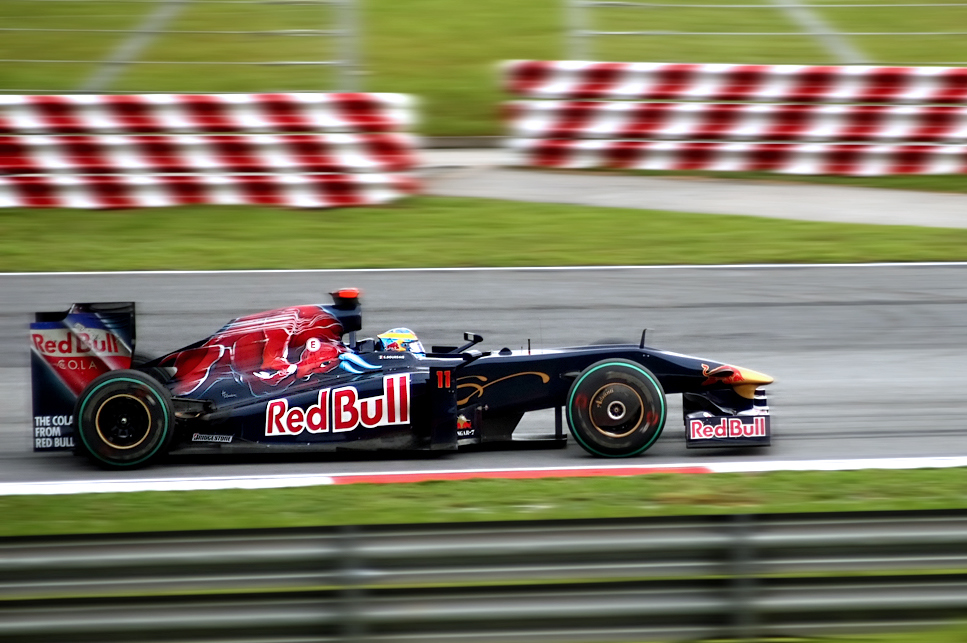
Bourdais au GP de Malaisie

Le 6 février 2009, la Scuderia Toro Rosso le confirme en tant que deuxième pilote aux côtés du Suisse Sébastien Buemi pour la saison 2009 après avoir été mis en concurrence avec Takuma Satō.
Pour l'ouverture de la saison, Bourdais termine huitième du Grand Prix d'Australie après une course agitée et grâce au déclassement de Lewis Hamilton qui a menti aux commissaires de courses pour avoir dit que Jarno Trulli l'avait doublé sous drapeaux jaunes. Il enchaîne avec un Grand Prix assez terne à Sepang, puisqu'il termine à la dixième place après l'interruption de la course au trente-troisième tour. En Chine, il finit onzième, derrière son coéquipier Sébastien Buemi, qui termine huitième, éclipsant ainsi les bons temps réalisés par Bourdais en essais libres mais qui ne se sont pas concrétisés en qualifications. À Bahreïn, il termine treizième après être parti dernier.
Pour le retour en Europe sur le Circuit catalan de Montmelo, Sébastien fait jeu égal avec Sébastien Buemi en essais libres mais est cependant éliminé en Q1, qualifié dix-septième entre Kimi Räikkönen et Heikki Kovalainen, mais surtout derrière le jeune Suisse. Le week-end espagnol démarre donc mal pour le Français. Pour la course, il est pris dans le carambolage du départ provoqué par Nico Rosberg qui percute la Toyota de Jarno Trulli. Le Français voit sa Toro Rosso décoller avant de retomber quelques mètres plus loin sans roue avant gauche. Premier abandon du français depuis le Grand Prix de Monaco 2008.
Au Grand Prix de Monaco, Bourdais s'élance de la quatorzième place. En course, il bénéficie d'une stratégie à un seul arrêt ainsi que de l'abandon d'un certain nombre de pilotes partis devant lui (Sebastian Vettel, Heikki Kovalainen, Sébastien Buemi) pour finir huitième et apporter un point précieux à Toro Rosso alors que sa voiture est moribonde.
Après neuf courses, la Scuderia Toro Rosso décide, le 16 juillet 2009, de rompre le contrat de Sébastien Bourdais. Ce dernier est remplacé dès le Grand Prix de Hongrie par Jaime Alguersuari qui devient le plus jeune pilote de l'histoire de la Formule 1.

### Superleague Formula
Sébastien Bourdais fait ses débuts en Superleague Formula lors du meeting d'Estoril le 6 septembre 2009 au volant de la voiture du FC Séville. Il termine onzième de sa première course puis second de la deuxième. Il gagne ensuite la super finale de la SuperLeague Formula d'Estoril disputée en cinq tours, sa première victoire depuis près de deux ans.
Il s'impose lors de la première course du meeting de Monza le 4 octobre 2009 et termine troisième de la seconde course en s'élançant du fond de la grille, du fait du système de la « grille inversée ».
Il pilote la voiture de l'Olympique lyonnais lors de la saison 2010 dans l'écurie Laurent Redon Motorsport. Il réalise une bonne prestation lors du meeting d'ouverture à Silverstone, remportant la seconde course de la manche et finissant quatrième de la super finale.

### IndyCar Series

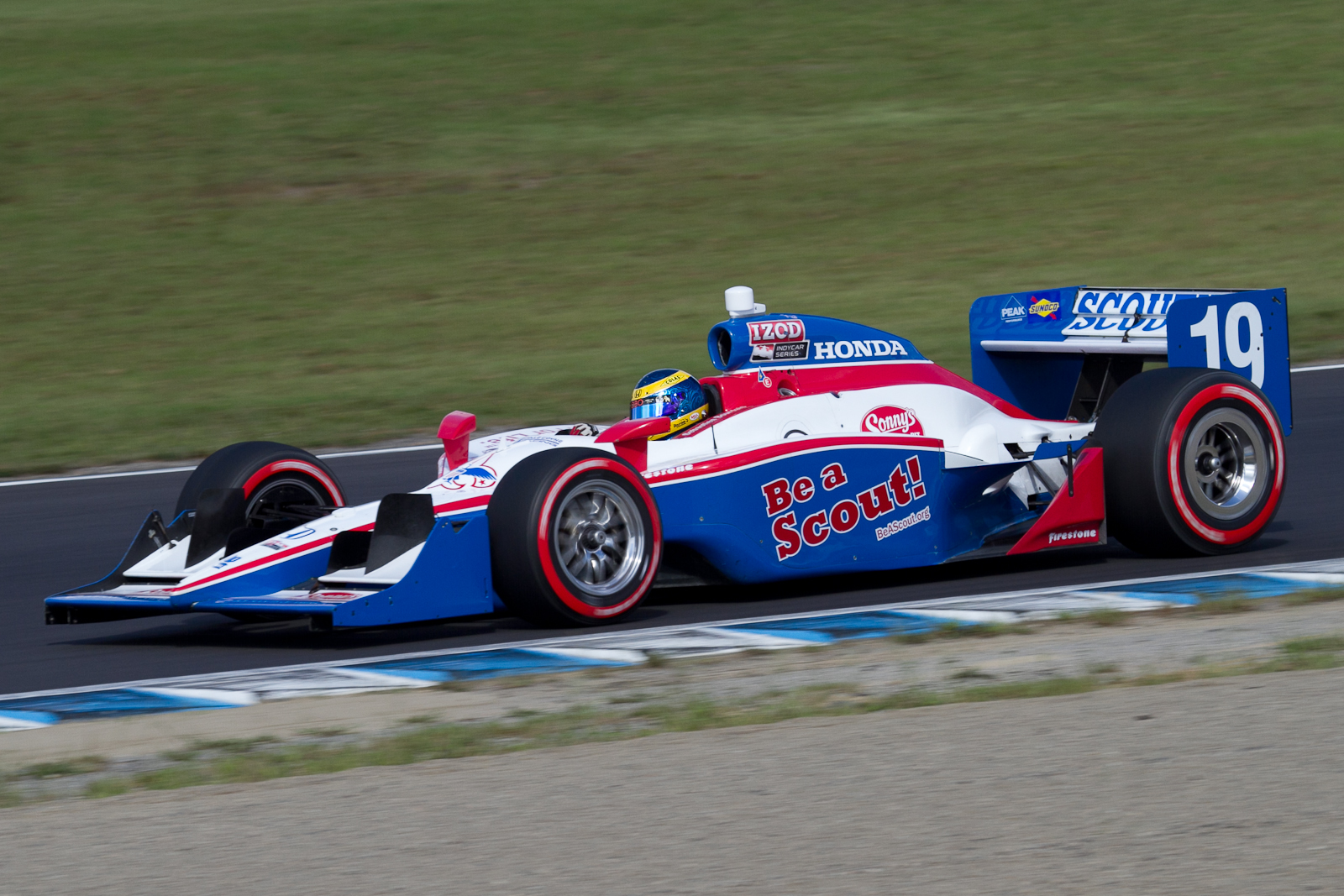
Sébastien Bourdais à l'Indy Japan 300 en 2011

Six ans après avoir participé aux 500 Miles d'Indianapolis, Sébastien Bourdais dispute les dix courses sur circuits routiers et urbains pour Dale Coyne Racing en IndyCar Series lors de la saison 2011. Les débuts sont difficiles en raison d'une voiture peu performante par rapport à la concurrence mais réussit à s'illustrer sur quelques bons résultats, notamment plusieurs top 10 et de très bon chronos lors des warm-up.

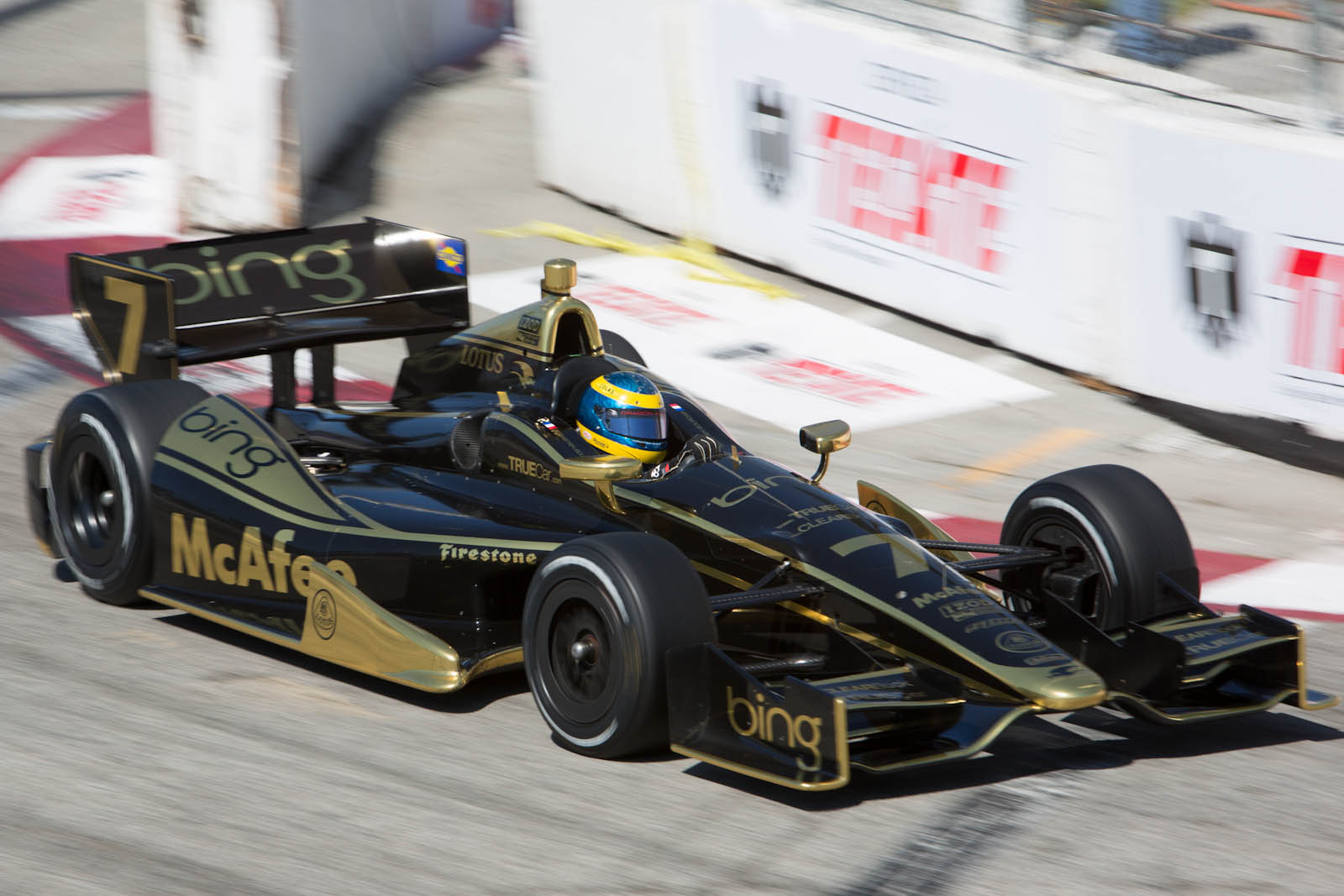
Sébastien Bourdais à Long Beach en 2012.

En 2012, Sébastien Bourdais dispute l'intégralité de la saison avec Dragon Racing et fait équipe avec la pilote anglaise Katherine Legge. Malgré un top 10 en Alabama, le moteur Lotus montre des lacunes en matière de performances et de fiabilité ce qui pousse son écurie à échanger son moteur contre un moteur Chevrolet plus performant et plus fiable à Indianapolis lors des essais des 500 miles. À la suite des quotas imposés par l'IndyCar limitant le nombre de moteurs par écurie, Bourdais est contraint de piloter uniquement sur les circuits routiers pour le reste de la saison tandis que son équipière ne pilote que sur les circuits ovales. Il se classe quatrième sur le circuit de Mid-Ohio et prolonge son contrat pour la saison 2013 chez Dragon Racing.
En 2013, il poursuit avec l'écurie de Jay Penske et, malgré un début de saison difficile notamment dû à des soucis pneumatiques, Bourdais réalise quelques bonnes qualifications et obtient deux podiums durant le week-end de courses sur le circuit Toronto. Au Grand Prix de Baltimore, il termine 3e et réalise le meilleur tour en course. Il termine le championnat à la 12e place.
En 2014, il court pour KV Racing Technology, ce qui lui permet d'avoir une voiture plus performante. Il réalise deux pole positions et renoue avec la victoire au Grand Prix automobile de Toronto pour finir la saison à la dixième place.
En 2015, il poursuit sa collaboration avec KV Racing Technology. Il remporte la Course 2 de Detroit et le Grand Prix de Milwaukee.
En octobre 2016, Sébastien Bourdais s'engage avec l'écurie Dale Coyne Racing pour la saison 2017. Bourdais remporte la première course de la saison, à St. Petersburg, devant Simon Pagenaud, offrant ainsi à la France un doublé historique. Lors de la deuxième course, à Long Beach, il termine deuxième.
En mai 2017, Sébastien Bourdais est victime d'un très violent accident lors de la première journée des qualifications pour des 500 miles d'Indianapolis. Il est opéré de fractures multiples du bassin et d'une fracture de la hanche droite. Lors de sa convalescence, il doit déclarer forfait pour huit courses et il fait finalement son retour sur les circuits pour les trois dernières manches de la saison. Au classement général, il se classe 21e du championnat avec 214 points.  
Lors de la saison 2018, il remporte la course inaugurale à St. Petersburg,.
Non conservé par le Dale Coyne Racing, il se retrouve sans volant pour la saison 2020. Il quitte alors la discipline et signe chez JDC-Miller en WeatherTech SportsCar Championship (IMSA).
Il effectue cependant son retour en Indycar pour les trois dernières courses de la saison avec l'écurie AJ Foyt. L'écurie confirme également sa présence à temps plein pour la saison 2021.

## Carrière et palmarès
- 1995 : Championnat de France de Formule Campus (9e du championnat)
- 1996 : Championnat de France de Formule Renault 2.0 (7e du championnat)
- 1997 : Championnat de France de Formule Renault 2.0 
  - Vice-champion de France de Formule 3 avec la Filière (4 victoires / 11 podiums)
- 1998 : Championnat de France de Formule 3 (6e du championnat et meilleur débutant)
- 1999 : Championnat de France de Formule 3 / LMS
  - Champion de France de Formule 3 avec la Filière (8 victoires)
- 2000 : Championnat international de Formule 3000 / LMS
  - 9e du championnat international de Formule 3000 avec Gauloises Formula (1 pole / 1 podium)
- 2001 : Championnat international de Formule 3000 / LMS / FIA GT Championship
  - 1 victoire en Championnat international de Formule 3000 avec Dams (4e du championnat)
  - Deuxième aux 24 Heures de Spa sur Chrysler Viper
- 2002 : Championnat international de Formule 3000 / FIA Sports Car Championship / FIA GT Championship
  - Champion international de Formule 3000 avec Super Nova (3 victoires)
  - Vainqueur des 24 Heures de Spa sur Chrysler Viper
  - 2 victoires en FIA Sportscar avec Pescarolo Sport
- 2003 : CART / LMS
  - 3 victoires avec Newman/Haas Racing (4e du championnat et Rookie of the Year)
  - Deuxième aux 1 000 kilomètres du Mans avec  Pescarolo Sport
- 2004 : Champ Car World Series / LMS
  - Champion des États-Unis de Champ Car World Series avec Newman/Haas Racing (7 victoires)
- 2005 : Champ Car World Series / ALMS
  - Champion des États-Unis de Champ Car World Series avec Newman/Haas Racing (6 victoires)
  - Vainqueur d'une course en IROC
- 2006 : Champ Car World Series / ALMS
  - Champion des États-Unis de Champ Car World Series avec Newman/Haas Racing (7 victoires)
  - Vainqueur des 12 Heures de Sebring (GT2)
- 2007 : Champ Car World Series  / LMS
  - Champion des États-Unis de Champ Car World Series avec Newman/Haas/Lanigan Racing (8 victoires)
  - Deuxième aux 24 Heures du Mans sur Peugeot 908 HDi FAP (LMP01)
- 2008 : Formule 1
- 2009 : Formule 1 / Superleague Formula
  - Deuxième aux 24 Heures du Mans sur Peugeot 908 HDi FAP (LMP01)
  - Deuxième aux 12 Heures de Sebring sur Peugeot 908 HDi FAP (LMP01)
  - Superleague Formula avec FC Séville (2 victoires)
- 2010 : Superleague Formula / LMS
  - Vainqueur de la C2 de Silverstone avec Olympique lyonnais
  - Deuxième aux 12 Heures de Sebring sur Peugeot 908 HDi FAP (LMP01)
  - Vainqueur des 1000 km de Spa sur Peugeot 908 HDi FAP (LMP01)
  - Poleman des 24 Heures du Mans sur Peugeot 908 HDi FAP (LMP01)
- 2011 : IndyCar Series / ILMC
  - Vainqueur d'une course en V8 Supercars (la Gold Coast 600)
  - Vainqueur du Dan Wheldon International Driver Trophy
  - Deuxième aux 24 Heures du Mans sur Peugeot 908
  - Vainqueur des 6 Heures d'Imola sur Peugeot 908
  - Vainqueur des 6 Heures de Silverstone sur Peugeot 908
  - Vainqueur des 6 Heures de Zhuhai sur Peugeot 908
- 2012 : IndyCar Series / Grand-Am Rolex Sports Car Serie
  - Vainqueur du Brickyard Grand Prix à Indianapolis en Rolex Sports Car Series
  - Vainqueur d'une course en V8 Supercars (la Gold Coast 600)
- 2013 : IndyCar Series / Grand-Am Rolex Sports Car Serie
- 2014 : IndyCar Series / IMSA
  - Vainqueur des 24 Heures de Daytona en United SportsCar Championship
  - Vainqueur du Grand Prix automobile de Toronto
- 2015 : IndyCar Series / IMSA
  - Vainqueur des 12 Heures de Sebring 2015 en United SportsCar Championship
  - Vainqueur de la course 2 du Grand Prix automobile de Détroit
  - Vainqueur du Grand Prix automobile de Milwaukee
- 2016 : IndyCar Series / IMSA / WEC
  - Vainqueur de la course 1 du Grand Prix automobile de Détroit
  - Vainqueur des 24 Heures du Mans en catégorie LMGTE Pro
- 2017 : IndyCar Series / IMSA
  - Vainqueur des 24 Heures de Daytona en catégorie GTLM
  - Vainqueur du Grand Prix automobile de St. Petersburg
- 2018 : IndyCar Series / IMSA / WEC
  - Vainqueur du Grand Prix automobile de St. Petersburg
- 2019 : IndyCar Series / IMSA / WEC
- 2020 : IndyCar Series / IMSA / WEC
- 2021 : Vainqueur des 12 Heures de Sebring 2021

## Résultats sportifs

### Monoplaces

#### Champ Car

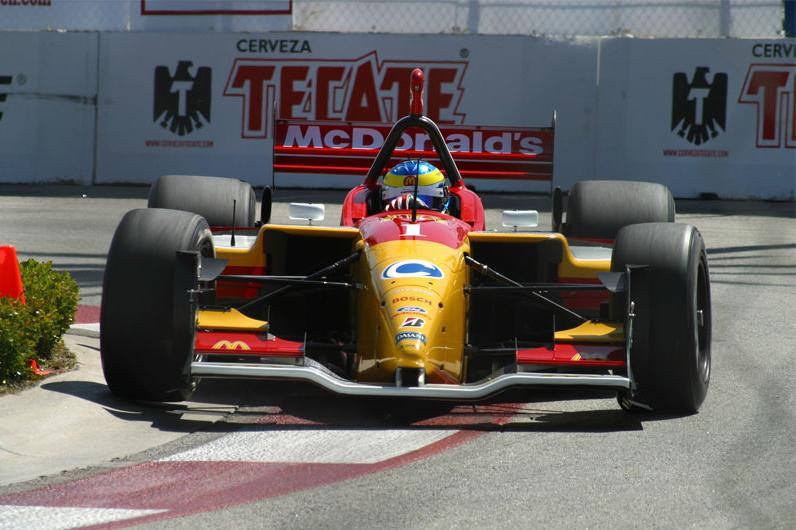
Sébastien Bourdais lors de sa victoire au GP de Long Beach en 2005

(Après le Grand Prix de Mexico 2007)
- 5 saisons
- 4 titres
- 73 courses disputées
- 31 victoires (soit 42,47 %)
- 14 hat tricks (soit 19,18 %)
- 1627 points marqués
- 31 pole positions (soit 42,47 %)
- 44 podiums (soit 60,27 %)
- 46 départs en 1re ligne (soit 63,01 %)
- 7 deuxièmes places (soit 9,59 %)
- 6 troisièmes places (soit 8,22 %)
- 68 fois dans les points (soit 93,15 %)
- 35 meilleurs tours (soit 47,95 %)
- 52 courses en ayant mené (soit 71,24 %)
- 2103 tours en tête (soit 30,5 % des tours parcourus)
- 15 abandons (soit 20,55 %)
- Moyenne de points par course : 22,29 points
- Moyenne de points par saison : 325,40 points
- Débuts en Champ Car : Grand Prix de St. Petersburg 2003, dans les rues de St. Petersburg, le 23 février 2003 – 11e.
- Première victoire : Grand Prix de Grande-Bretagne 2003, sur le circuit de Brands Hatch, le 5 mai 2003.
- Première pole position : Grand Prix de St. Petersburg 2003, dans les rues de St. Petersburg, le 22 février 2003.

| Année | Voiture        | Équipe                     | Victoires | Classement |
| ----- | -------------- | -------------------------- | --------- | ---------- |
| 2003  | Lola-Ford      | Newman/Haas Racing         | 3         | 4e         |
| 2004  | Lola-Ford      | Newman/Haas Racing         | 7         | Champion   |
| 2005  | Lola-Ford      | Newman/Haas Racing         | 6         | Champion   |
| 2006  | Lola-Ford      | Newman/Haas Racing         | 7         | Champion   |
| 2007  | Panoz-Cosworth | Newman/Haas/Lanigan Racing | 8         | Champion   |

#### Formule 1
- 2 saisons
- 27 Grands Prix
- 1 fois en tête d'un Grand Prix
- 3 tours en tête
- 14 kilomètres en tête
- 6 points inscrits
- 8 abandons
- Première course : Grand Prix d'Australie 2008 – 7e
- Dernière course : Grand Prix d'Allemagne 2009 – abandon au 18e tour (hydraulique).

| Saison | Écurie              | Châssis    | Moteur     | Pneus       | GP disputés | Dans les points | Abandons | Tours en tête | Points inscrits | Classement |
| ------ | ------------------- | ---------- | ---------- | ----------- | ----------- | --------------- | -------- | ------------- | --------------- | ---------- |
| 2008   | Scuderia Toro Rosso | STR2B STR3 | Ferrari V8 | Bridgestone | 18          | 2               | 5        | 3             | 4               | 17e        |
| 2009   | Scuderia Toro Rosso | STR4       | Ferrari V8 | Bridgestone | 9           | 2               | 3        | 0             | 2               | 19e        |

| Année | Écurie              | Châssis          | Moteur             | 1     | 2        | 3      | 4        | 5        | 6        | 7      | 8        | 9        | 10     | 11     | 12     | 13    | 14     | 15     | 16     | 17     | 18     | Classement | Points |
| ----- | ------------------- | ---------------- | ------------------ | ----- | -------- | ------ | -------- | -------- | -------- | ------ | -------- | -------- | ------ | ------ | ------ | ----- | ------ | ------ | ------ | ------ | ------ | ---------- | ------ |
| 2008  | Scuderia Toro Rosso | Toro Rosso STR2B | Ferrari 056 2.4 V8 | AUS 7 | MAL Abd. | BHR 15 | ESP Abd. | TUR Abd. |          |        |          |          |        |        |        |       |        |        |        |        |        | 17e        | 4      |
| 2008  | Scuderia Toro Rosso | Toro Rosso STR3  | Ferrari 056 2.4 V8 |       |          |        |          |          | MON Abd. | CAN 13 | FRA 17   | GBR 11   | GER 12 | HUN 18 | EUR 10 | BEL 7 | ITA 18 | SIN 12 | JPN 10 | CHN 13 | BRA 14 | 17e        | 4      |
| 2009  | Scuderia Toro Rosso | Toro Rosso STR4  | Ferrari 056 2.4 V8 | AUS 8 | MAL 10   | CHN 11 | BHR 13   | ESP Abd. | MON 8    | TUR 18 | GBR Abd. | GER Abd. | HUN    | EUR    | BEL    | ITA   | SIN    | JPN    | BRA    | ABU    |        | 19e        | 2      |

#### Superleague Formula
| Saison | Écurie              | Club               | Pneus    | GP disputés | Pole | Victoires | Podiums | Dans les points | Abandons | Tours en tête | Points inscrits | Classement |
| ------ | ------------------- | ------------------ | -------- | ----------- | ---- | --------- | ------- | --------------- | -------- | ------------- | --------------- | ---------- |
| 2009   | Ultimate Motorsport | FC Séville         | Michelin | 8           | 1    | 2         | 6       | 6               | 0        | 0             | 253             | 9e         |
| 2010   | LRS Formula         | Olympique lyonnais | Michelin | 6           | -    | 1         | 1       | 3               | 2        | -             | 81              | 13e        |

#### IndyCar Series
| Saison | Écurie                                 | GP disputés | Pole | Victoires | Podiums | Meilleur tour | Points inscrits | Classement |
| ------ | -------------------------------------- | ----------- | ---- | --------- | ------- | ------------- | --------------- | ---------- |
| 2005   | Newman/Haas Racing                     | 1           | 0    | 0         | 0       | 0             | 18              | 28e        |
| 2011   | Dale Coyne Racing                      | 10          | 0    | 0         | 0       | 1             | 188             | 23e        |
| 2012   | Dragon Racing                          | 11          | 0    | 0         | 0       | 0             | 173             | 25e        |
| 2013   | Dragon Racing                          | 19          | 0    | 0         | 3       | 1             | 369             | 12e        |
| 2014   | KV Racing Technology                   | 18          | 2    | 1         | 2       | 0             | 461             | 10e        |
| 2015   | KV Racing Technology                   | 16          | 1    | 2         | 2       | 1             | 406             | 10e        |
| 2016   | KV Racing Technology                   | 16          | 0    | 1         | 0       | 0             | 404             | 14e        |
| 2017   | Dale Coyne Racing                      | 9           | 0    | 1         | 2       | 0             | 214             | 21e        |
| 2018   | Dale Coyne Racing with Vasser-Sullivan | 17          | 1    | 1         | 2       | 1             | 425             | 7e         |
| 2019   | Dale Coyne Racing with Vasser-Sullivan | 17          | 0    | 0         | 1       | 0             | 387             | 11e        |
| 2020   | A. J. Foyt Enterprises                 | 3           | 0    | 0         | 0       | 0             | 53              | 28e        |
| 2021   | A. J. Foyt Enterprises                 | 16          | 0    | 0         | 0       | 0             | 258             | 16e        |

### Endurance

#### American Le Mans Series
| Saison | Écurie             | Voiture     | Moteur  | Pneus    | Courses disputées | Pole | Victoires | Podiums | Dans les points | Meilleur tour en course | Tours en tête | Points inscrits | Classement |
| ------ | ------------------ | ----------- | ------- | -------- | ----------------- | ---- | --------- | ------- | --------------- | ----------------------- | ------------- | --------------- | ---------- |
| 2009   | Team Peugeot Total | Peugeot 908 | HDI Fap | Michelin | 1                 | 0    | 0         | 1       | 1               | 1                       | 0             | 26              | 23         |

#### Le Mans Series
| Saison | Écurie             | Voiture     | Moteur  | Pneus    | Courses disputées | Pole | Victoires | Podiums | Dans les points | Meilleur tour en course | Tours en tête | Points inscrits | Classement |
| ------ | ------------------ | ----------- | ------- | -------- | ----------------- | ---- | --------- | ------- | --------------- | ----------------------- | ------------- | --------------- | ---------- |
| 2010   | Team Peugeot Total | Peugeot 908 | HDI Fap | Michelin | 1                 | 1    | 1         | 1       | 1               | 0                       | 65            | 18              | 14e        |

#### Intercontinental Le Mans Cup
| Saison | Écurie             | Voiture     | Moteur  | Pneus    | Courses disputées | Pole | Victoires | Podiums | Dans les points |
| ------ | ------------------ | ----------- | ------- | -------- | ----------------- | ---- | --------- | ------- | --------------- |
| 2011   | Team Peugeot Total | Peugeot 908 | HDI Fap | Michelin | 6                 | 0    | 3         | 4       | 5               |

#### Grand-Am Rolex Sports Car Series (NAEC)
| Saison | Écurie               | GP disputés | Pole | Victoires | Podiums | Meilleur tour | Points inscrits | Classement |
| ------ | -------------------- | ----------- | ---- | --------- | ------- | ------------- | --------------- | ---------- |
| 2012   | Starworks Motorsport | 3           | 0    | 1         | 3       | 0             | 97              | 17e        |
| 2013   | 8 Star Motorsports   | 7           | 0    | 0         | 0       | 0             | 160             | 18e        |

#### IMSA United SportsCar Championship
| Saison | Écurie                          | GP disputés | Pole | Victoires | Podiums | Meilleur tour | Points inscrits | Classement |
| ------ | ------------------------------- | ----------- | ---- | --------- | ------- | ------------- | --------------- | ---------- |
| 2014   | Action Express Racing (Proto)   | 3           | 0    | 1         | 3       | 0             | 100             | 30e        |
| 2015   | Action Express Racing (Proto)   | 3           | 0    | 2         | 3       | 0             | 105             | 11e        |
| 2016   | Ford Chip Ganassi Racing (GTLM) | 3           | 0    | 0         | 1       | 0             | 82              | 15e        |
| 2017   | Ford Chip Ganassi Racing (GTLM) | 3           | 0    | 1         | 2       | 0             | 91              | 12e        |
| 2018   | Ford Chip Ganassi Racing (GTLM) | 3           | 0    | 0         | 1       | 0             | 78              | 13e        |
| 2019   | Ford Chip Ganassi Racing (GTLM) | 5           | 0    | 0         | 1       | 0             | 131             | 12e        |

##### North American Endurance Championship (NAEC)
| Saison | Écurie                        | GP disputés | Pole | Victoires | Podiums | Meilleur tour | Points inscrits | Classement |
| ------ | ----------------------------- | ----------- | ---- | --------- | ------- | ------------- | --------------- | ---------- |
| 2015   | Action Express Racing (Proto) | 3           | 0    | 2         | 3       | 0             | 37              | 2e         |

##### North American Endurance Cup (CAEN)
| Saison | Écurie                          | GP disputés | Pole | Victoires | Podiums | Meilleur tour | Points inscrits | Classement |
| ------ | ------------------------------- | ----------- | ---- | --------- | ------- | ------------- | --------------- | ---------- |
| 2016   | Ford Chip Ganassi Racing (GTLM) | 3           | 0    | 0         | 1       | 0             | 25              | 13e        |
| 2017   | Ford Chip Ganassi Racing (GTLM) | 3           | 0    | 1         | 2       | 0             | 35              | 4e         |
| 2018   | Ford Chip Ganassi Racing (GTLM) | 3           | 0    | 0         | 1       | 0             | 34              | 4e         |

##### IMSA Michelin Endurance Cup
| Saison | Écurie                          | GP disputés | Pole | Victoires | Podiums | Meilleur tour | Points inscrits | Classement |
| ------ | ------------------------------- | ----------- | ---- | --------- | ------- | ------------- | --------------- | ---------- |
| 2019   | Ford Chip Ganassi Racing (GTLM) | 3           | 1    | 0         | 1       | 0             | 27              | 8e         |
| 2020   | JDC Miller Motorsports (DPI)    | 1           | 0    | 0         | 1       | 0             | 14              | 2e         |

### Épreuves de la triple couronne

#### 24 Heures du Mans
| Année | Équipe                     | Voiture               | Équipiers                                 | Résultat            |
| ----- | -------------------------- | --------------------- | ----------------------------------------- | ------------------- |
| 1999  | Larbre Compétition         | Porsche 911 GT2 (993) | Jean-Pierre Jarier / Pierre de Thoisy     | Abandon             |
| 2000  | Pescarolo Sport            | Courage C52-Peugeot   | Emmanuel Clérico / Olivier Grouillard     | 4e                  |
| 2001  | Pescarolo Sport            | Courage C60-Peugeot   | Jean-Christophe Boullion / Laurent Redon  | 13e                 |
| 2002  | Pescarolo Sport            | Courage C60-Peugeot   | Jean-Christophe Boullion / Franck Lagorce | 10e                 |
| 2004  | Pescarolo Sport            | Pescarolo C60-Judd    | Emmanuel Collard / Nicolas Minassian      | Abandon             |
| 2007  | Team Peugeot Total         | Peugeot 908 HDi FAP   | Pedro Lamy / Stéphane Sarrazin            | 2e                  |
| 2009  | Team Peugeot Total         | Peugeot 908 HDi FAP   | Franck Montagny / Stéphane Sarrazin       | 2e                  |
| 2010  | Team Peugeot Total         | Peugeot 908 HDi FAP   | Pedro Lamy / Simon Pagenaud               | Abandon             |
| 2011  | Team Peugeot Total         | Peugeot 908           | Pedro Lamy / Simon Pagenaud               | 2e                  |
| 2012  | Pescarolo Team             | Dome S102.5-Judd      | Nicolas Minassian / Seiji Ara             | Non classé          |
| 2016  | Ford Chip Ganassi Team USA | Ford GT GTE Ecoboost  | Joey Hand / Dirk Müller                   | 18e (1er LMGTE Pro) |
| 2018  | Ford Chip Ganassi Team USA | Ford GT GTE Ecoboost  | Joey Hand / Dirk Müller                   | 17e (3e LMGTE Pro)  |
| 2019  | Ford Chip Ganassi Team USA | Ford GT GTE Ecoboost  | Joey Hand / Dirk Müller                   | Disqualifié         |
| 2020  | Risi Competizione          | Ferrari 488 GTE       | Olivier Pla / Jules Gounon                | 4e                  |
| 2022  | Vector Sport               | Oreca 07              | Ryan Cullen / Nico Müller                 | 27e                 |
| 2023  | Cadillac Racing            | Cadillac V-Series.R   | Renger van der Zande / Scott Dixon        | 4e                  |

#### 500 miles d'Indianapolis
| Année | Équipe                                 | Châssis | Moteur    | Départ  | Arrivée |
| ----- | -------------------------------------- | ------- | --------- | ------- | ------- |
| 2005  | Newman/Haas                            | Panoz   | Honda     | 15      | 12      |
| 2012  | Dragon Racing                          | Dallara | Chevrolet | 25      | 20      |
| 2013  | Dragon Racing                          | Dallara | Chevrolet | 15      | 29      |
| 2014  | KV Racing Technology                   | Dallara | Chevrolet | 17      | 7       |
| 2015  | KV Racing Technology                   | Dallara | Chevrolet | 7       | 11      |
| 2016  | KV Racing Technology                   | Dallara | Chevrolet | 19      | 9       |
| 2017  | Dale Coyne Racing with Vasser-Sullivan | Dallara | Honda     | Forfait | Forfait |
| 2018  | Dale Coyne Racing with Vasser-Sullivan | Dallara | Honda     | 5       | 28      |
| 2019  | Dale Coyne Racing with Vasser-Sullivan | Dallara | Honda     | 7       | 30      |

#### Grand Prix automobile de Monaco
| Année | Équipe              | Châssis    | Moteur     | Départ | Arrivée |
| ----- | ------------------- | ---------- | ---------- | ------ | ------- |
| 2008  | Scuderia Toro Rosso | STR2B STR3 | Ferrari V8 | 16     | abd     |
| 2009  | Scuderia Toro Rosso | STR4       | Ferrari V8 | 14     | 8       |

## Vie privée
Sébastien Bourdais s'est marié avec sa compagne Claire Ragot (athlète de haut niveau spécialiste du 400 m haies qui a disputé les championnats du monde juniors en 2000 à Santiago du Chili) en mai 2006. Parmi les invités de la cérémonie, célébrée en la cathédrale du Mans, figurait notamment son patron Paul Newman. Les époux ont eu leur premier enfant, Emma, en décembre de la même année. En 2010 naît Alexandre, leur second enfant. La famille Bourdais vit à St. Petersburg, en Floride.

## Distinction
- Lauréat du Prix Roland Peugeot de l'Académie des sports du plus bel exploit automobile français de l'année en 2004[22].